# Biographie de Li Wa

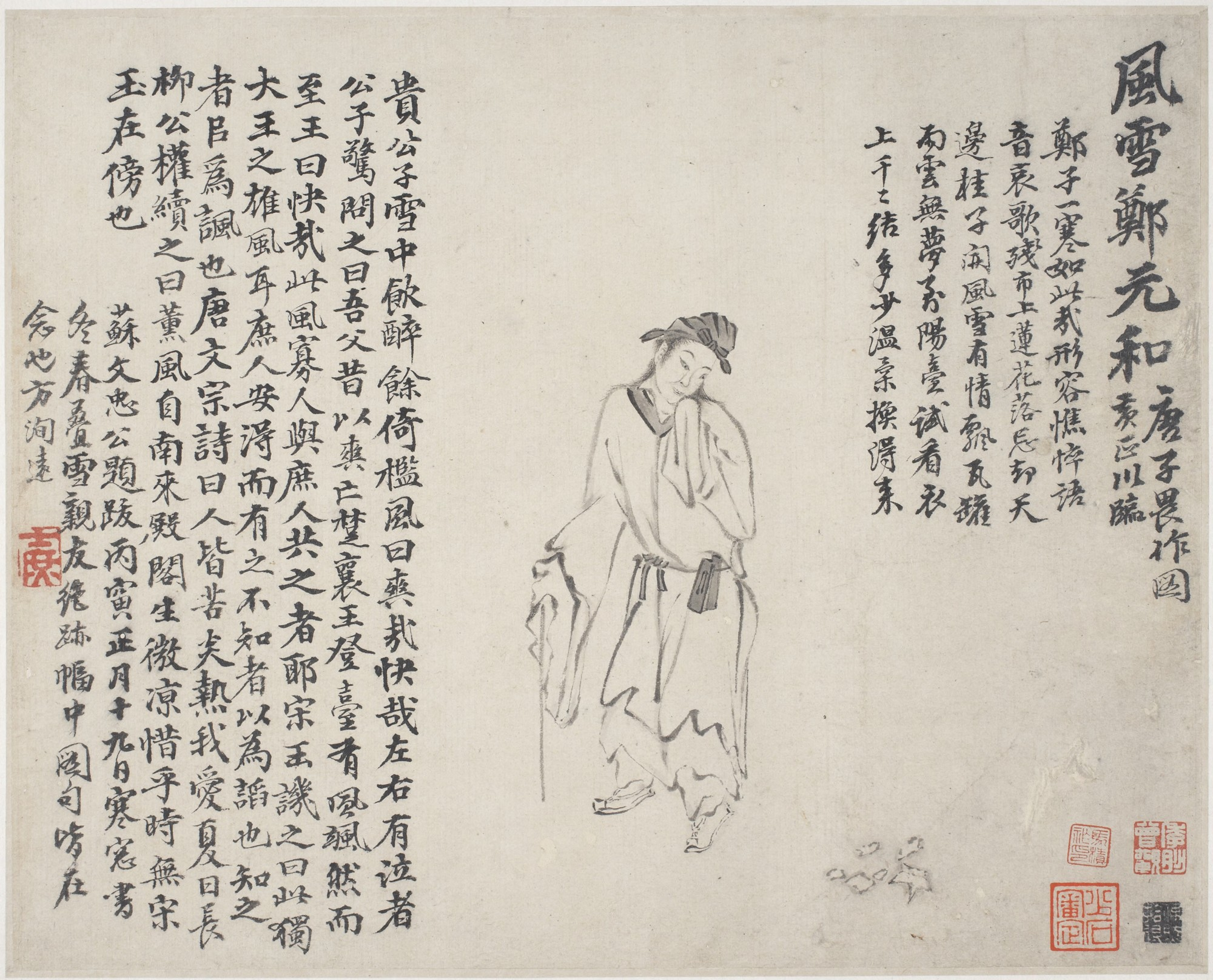

La Biographie de Li Wa (chinois 李娃傳, Li Wa zhuan) est un récit en chinois classique (chuanqi) de Bai Xingjian (白行簡). Il relate une histoire d'amour entre un jeune lettré et une courtisane.

## Présentation
La Biographie de Li Wa constitue le chapitre 484 du Taiping guangji, qui reprend une anthologie du ixe siècle, le Yiwen ji de Chen Han. Le mot Wa (娃) dans le titre peut avoir le sens de « belle fille » ou de « bébé ». Bai Xingjian est le plus jeune frère du poète Bai Juyi et l'on sait que Yuan Zhen, ami de Bai Juyi, avait composé une ballade, dont il ne reste que des fragments, sur le même sujet.
Ce « chef-d'œuvre des chefs-d'œuvre », selon l'expression d'André Lévy, a été l'objet de nombreuses adaptations, notamment sous forme de pièces de théâtre, dont deux zaju.

## Résumé
Un jeune homme, fils d’un gouverneur provincial, dilapide toute sa fortune avec la courtisane Li Wa, qui finalement, en accord avec la maquerelle, le jette dehors. Misérable, il survit en devenant pleureur de funérailles. Son père le rencontre dans cet état lors d’une visite à la capitale. Il le bat violemment, puis l’abandonne, le laissant pour mort. Malade, blessé, plein de plaies, le jeune homme devient mendiant. Un jour d’hiver, il revient à la maison où est Li Wa. Elle le prend finalement en pitié, le recueille, le soigne, et l’aide à étudier. Il réussit aux examens, obtient un poste, se réconcilie avec son père, et épouse Li Wa.

## Traductions
- Histoire de la belle Li Wa, par Bai Xingjian, dans Contes de la dynastie des Tang, Éditions en langues étrangères, Pékin, 1958. Retraduit de « Story of a Singsong Girl », The Dragon King's Daughter. Ten Tang Dynasty Stories, Foreign Languages Press, 1954.
- « Bébé Li. Biographie de Li Wa (Li Wa zhuan de Bai Xingjian) », dans Histoires d'amour et de mort de la Chine ancienne. Chefs-d'œuvre de la nouvelle (Dynastie des Tang. 618-907), trad. André Lévy, Aubier, 1992, rééd. GF-Flammarion, 1997.
- Bo Xingjian (776-826), La Biographie de Li Wa, dans Jacques Pimpaneau, Anthologie de la littérature chinoise classique, Philippe Picquier, 2004.